# Anna Diop
Mame-Anna Diop (Dakar, 6 febbraio 1988) è un'attrice senegalese naturalizzata statunitense.

## Biografia
Anna Diop nasce in Senegal e si trasferisce negli Stati Uniti quando ha 6 anni.
Nel 2006 debutta in televisione nella serie Tutti odiano Chris, il suo debutto al cinema arriva nel 2013 in The Moment. Nel 2015 interpreta Mia, un personaggio ricorrente in Quantico.
Nel 2016 è tra i protagonisti di 24: Legacy interpretando Nicole Carter.
Nel 2017 viene annunciato che interpreterà la supereroina Starfire nella serie TV Titans.

## Filmografia

### Cinema
- The Moment, regia di Jane Weinstock (2013)
- Message from the King, regia di Fabrice Du Welz (2016)
- The Keeping Hours, regia di Karen Moncrieff (2017)
- Noi (Us), regia di Jordan Peele (2019)
- Something About Her, regia di Carl Colpaert (2021)
- Nanny, regia di Nikyatu Jusu (2022)
- Il vangelo secondo Clarence (The Book of Clarence), regia di Jeymes Samuel (2023)

### Televisione
- Tutti odiano Chris – serie TV, 4 episodi (2006-2008)
- Lincoln Heights - Ritorno a casa – serie TV, episodio 1x2 (2007)
- Whitney – serie TV, episodio 1x2 (2011)
- Southland – serie TV, episodio 4x1 (2012)
- Touch – serie TV, episodio 1x2 (2013)
- Mingle - Film TV (2013)
- The Messengers – serie TV, 13 episodi (2015)
- Quantico – serie TV, 2 episodi (2015)
- Greenleaf – serie TV, 9 episodi (2016)
- 24: Legacy – serie TV, 12 episodi (2016-2017)
- Bosch – serie TV, 6 episodi (2018)
- Titans – serie TV, (2018-2023)
- Legends of Tomorrow- serie TV, cameo (2020)

## Doppiatrici italiane
Nelle versioni in italiano dei suoi film, Anna Diop è stata doppiata da:
- Benedetta Degli Innocenti in Quantico, 24: Legacy, Noi
- Gemma Donati in The Messengers
- Beatrice Caggiula in Bosch
- Benedetta Ponticelli in Titans
- Selvaggia Quattrini in Titans (4x01-06)
- Martina Felli ne Il vangelo secondo Clarence